# October (album)
October er det andet studiealbum fra den irske rockgruppe U2. Det blev udgivet i oktober 1981 på pladeselskabet Island Records. Fra albummet udkom to singler, "Fire" i juni 1981, og "Gloria" i oktober 1981. I 2008 blev albummet udgivet i en 20 års jubilæumsudgave, på standard CD; deluxe-udgave med ekstra CD, og albummet på vinyl.

## Numre
Alle sange er skrevet af Bono og komponeret af U2.
1. "Gloria"
2. "I Fall Down"
3. "I Threw a Brick Through a Window"
4. "Rejoice"
5. "Fire"
6. "Tomorrow"
7. "October"
8. "With a Shout (Jerusalem)"
9. "Stranger In a Strange Land"
10. "Scarlet"
11. "Is That All?"

## 27 års jubilæumsudgave
Bonus CD
1. "Gloria" (live from London)
2. "I Fall Down" (live from London)
3. "I Threw a Brick Through a Window" (live from London)
4. "Fire" (live from London)
5. "October" (live from London)
6. "With a Shout (Jerusalem)" [live at BBC Session]
7. "Scarlet" (live at BBC Session)
8. "I Threw a Brick Through a Window" (live at BBC Session)
9. "J. Swallo"
10. "A Celebration"
11. "Trash, Trampoline and the Party Girl"
12. "I Will Follow" (live from Boston)
13. "The Ocean" (live from Boston)
14. "The Cry" / "The Electric Co." (live from Boston)
15. "11 O'Clock Tick Tock" (live from Boston)
16. "I Will Follow" (live from Hattem)
17. "Tomorrow" (Common Ground Version)